# Alkyoneus

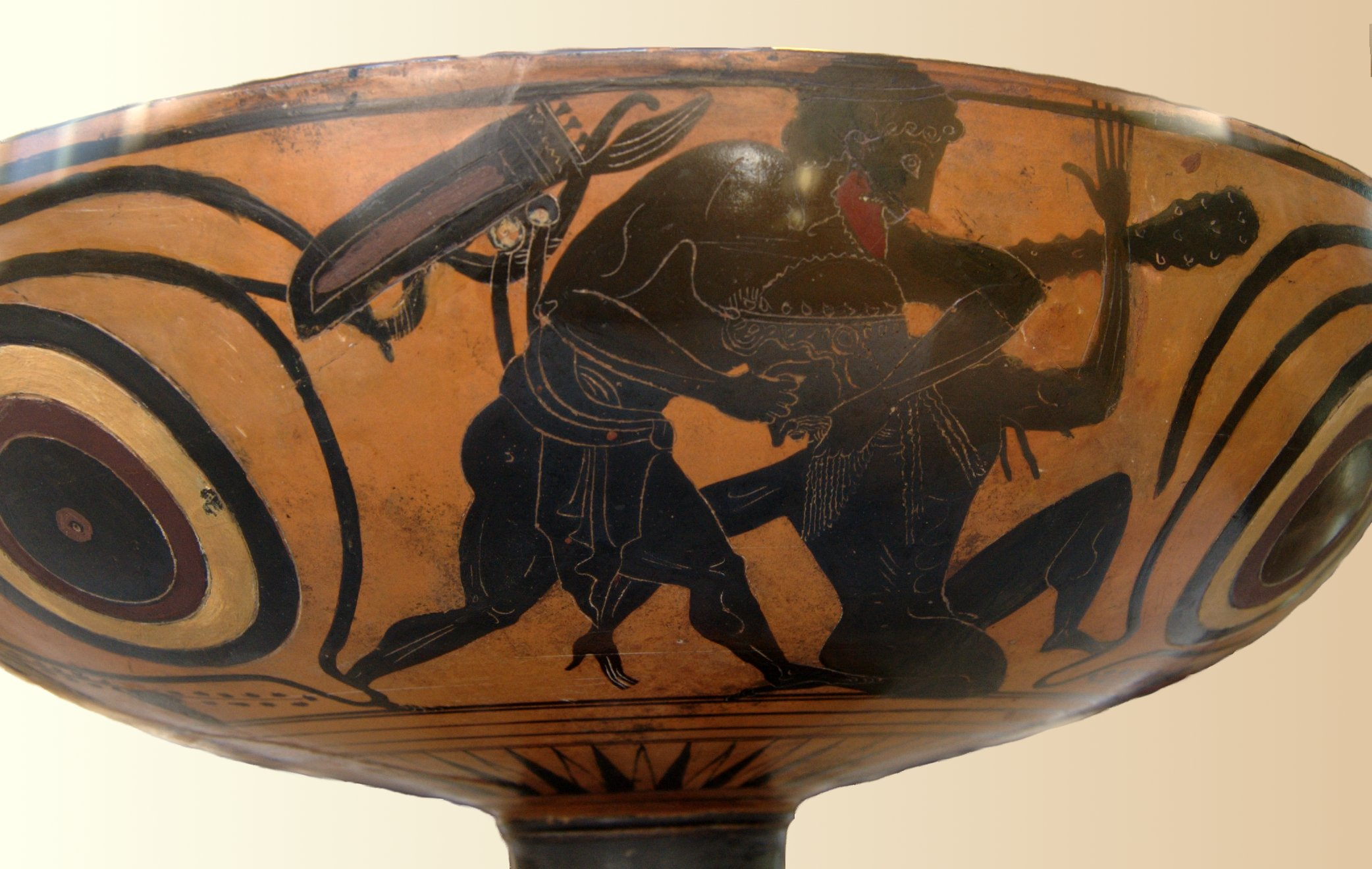
Herakles slåss mot Alkyoneus (?). Attisk svartfigurig kopp, cirka 520 f.Kr. från Cerveteri

Alkyoneus (grek. Αλκυονευς) var en jätte i grekisk mytologi. Han var den äldsta av de thrakiska jättarna och var deras kung. Han var son till Gaia och Uranos och hade sju nymfdöttrar kallade alkyoniderna; Phosthonia, Anthe, Methone, Alkippa, Pallene, Drimo och Asterie.
Jätten Alkyoneus var odödlig så länge han höll sig inom sitt hemland Pallenes gränser. Enligt myten ska Herakles ha smugit sig på jätten när han sov och skjutit pilar i honom. Herakles ska sedan ha släpat den sårade jätten utanför Pallenes gränser och lämnat honom att dö. Alkyoneus sju nymfdöttrar, alkyoniderna, sörje sin far så mycket att de kastade sig i havet och blev då förvandlade till kungsfiskare av Amfitrite.